# 江﨑葵
江﨑 葵（えさき あおい、1994年12月18日 - ）は、日本の俳優、アイドル、YouTuber。静岡県出身。plum japan所属。 2018年からは業界初の舞台発アイドルグループ「虹色の飛行少女」のメンバーとしても活動。
「江崎」と表記されることがあるが、正しくは「江﨑」である。

## 経歴
2011年頃より、『non-no』（集英社）、『Samurai ELO』（三栄）などの読者モデルとして活動開始。
2017年7月1日、YouTube個人チャンネルを設立。アイドル兼アイドルオタクYouTuberとして浸透し、チャンネル登録者は現在約8万人（2023年4月現在）。
2018年7月より、劇団ToyLateLie第七回本公演『7×1』に登場する業界初の期間限定舞台発アイドルグループ「虹色の飛行少女」のメンバーに就任。その後CDリリースを行い、10月の『7×1』公演後、11月に解散。
2019年5月、劇団ToyLateLie第八回本公演『俺はヤンキーになりたかった。』（主演：木津つばさ）で復活ストーリーを上演に伴い、グループ活動を再開。
2022年3月、メンバー4人の卒業を機に、Tokyo Dome City Hallにて現体制終了ライブが行われた。
2022年11月から、新たなメンバーで構成された虹色の飛行少女で現在活動中。圧倒的な歌唱力、パフォーマンス力、トーク力で常にグループを引っ張り中心にいる1番人気なメンバーである。
2020年8月、プロデュースアパレルブランドALTHAEA ROSEA（アルテア ロゼア）を設立。
現在は俳優、アイドル、YouTuberとして活動中。

## 人物
- 趣味はゲーム、アニメ鑑賞、神社巡り、御朱印集め、カメラ、サウナ、部屋の掃除。
- 特技は料理、歌、ピアノ、書道、弓道、テナーサックス、絵画、細かい作業。
- 幼稚園教諭免許、保育士資格を持つ。
- チャームポイントは大きな瞳、小動物のような口角の上がった口。
- カワウソに似ている
- 公式ニックネームは「あおまる」友人からは「あおちゃん」と呼ばれる。
- 愛猫の名前は まめた(2025.05.21 生まれ)
- 動物好き、動物から懐かれやすい。
- 大のディズニー好き。

## 出演

### 映画
- 映画「9」 - 主演・虹色の飛行少女 燈田心役

### テレビ
- バズリズム02（日本テレビ）
- デートなう（テレビ大阪）

### テレビドラマ
- 科捜研の女（テレビ朝日）
- 虹色探偵団（千葉テレビ） - 主演・虹色の飛行少女 燈田心役
- メディウムダイバーブレイクダウン（千葉テレビ）
- #コンカフェ好きピ！（千葉テレビ）

## 舞台
2018年
- 舞台『7×1』（劇団ToyLateLie 第七回本公演 2018年10月11日 - 14日、シアターグリーン BIG TREE THEATER）- 燈田心 役

2019年
- 舞台『俺はヤンキーになりたかった。』（劇団ToyLateLie 第八回本公演 2019年5月15日 - 19日、新宿村LIVE） - 燈田心 役[2]
- 舞台『君は嘘と知らない』（劇団ToyLateLie 第10回本公演 2019年12月18日 - 22日、シアターモリエール） - 大島優花 役[3]

2021年
- 舞台『WELL～井戸の底から見た景色～』（2021年4月6日 - 11日、新宿村LIVE）- はむれ 役
- 舞台『浦安鉄筋家族 〜子ども大戦争〜』（劇団TEAM-ODAC 第37回本公演15周年記念公演 2021年7月24日 - 31日、こくみん共済 coop ホール／スペース・ゼロ）- 山崎民子 役[4]
- ミュージカル『悪ノ娘』（2021年10月8日 - 12日、草月ホール） - シャルテット=ラングレー 役[5]

2022年
- 舞台『白い星（100点un・チョイス！ 第十六回公演 2022年2月16日 - 20日、ザ・ポケット）- 蒲生亜美 役[6]
- 音楽劇『WINNIE-THE-POOH!（ウィニー・ザ・プー）もうひとつの物語。』（2022年5月5日 - 8日、新宿村LIVE）- 主演・プー 役
- 舞台『破天荒フェニックス～いつだって始まっている～』（劇団TEAM-ODAC 2022年6月1日 - 5日、シアターサンモール）- 明石晴美 役
- 舞台『Funkyナース〜きばらんか！〜』（フライドBALL企画vol.51 2022年7月6日 - 10日、シアターブラッツ）- 主演・寺脇茉莉役
- 舞台『the Selected World』（2022年8月3日 - 8日 シアターグリーン BIG TREE THEATER） - ヒロイン ナイン 役
- 舞台『草のバッキャロー!!～晴れの国おかやまの命を繋ぐ牧場日記～』（Askプロデュース Vol. 28 バッキャローシリーズ第九弾 前編 2022年10月5日 - 11日、シアターグリーン BIG TREE THEATER）- 大場芽美 役
- 舞台『催眠探偵！十文字幻斎〜事件解決は催眠の向こう側に』（2022年12月14日 - 15日、成増アクトホール）- 小菅有華 役

2023年
- 舞台『陽のバッキャロー!! ～岡山の自然に育まれた牛と家族の牧場日記～』（Askプロデュース Vol. 28 バッキャローシリーズ第九弾 後編 2023年4月12日 - 18日、シアターグリーン BIG TREE THEATER）- 大場芽美 役
- 舞台『アビリティイレブン』（Monkey Works vol.10 2023年5月31日 - 6月4日、シアターサンモール）- 瓜生雅美 役
- ミュージカル『卓球★ウォーズ2023』（2023年6月29日 - 7月4日、浅草花劇場）- ヒロイン 井村穂香 役
- ボイスミュージカル『想稿・銀河鉄道の夜』(株式会社OTO.LIKO Voice Musical vol. 1) - 少女 役
- 舞台『海が無えです』(フライドBALL企画vol.61 2023年11月9日 - 13日、シアターブラッツ）- 主演・富田真衣子役

2024年
- 舞台『出来損ないと呼ばれた元英雄は、実家から追放されたので好き勝手に生きることにした』（2024年3月20日 - 3月24日、CBGKシブゲキ!!）- アキラ・カザラギ 役
- 朗読劇『散りて尚、』(2024年5月15日 - 19日、劇場MOMO）- 主演・吉野サクラ 役

2025年
- 舞台『キンギンヒシャカク〜乙女の一手〜』（MonkeyWorks vol.13 2025年6月18日 - 6月22日、シアターサンモール）- 松島おしり役